# Toccata (Schumann)

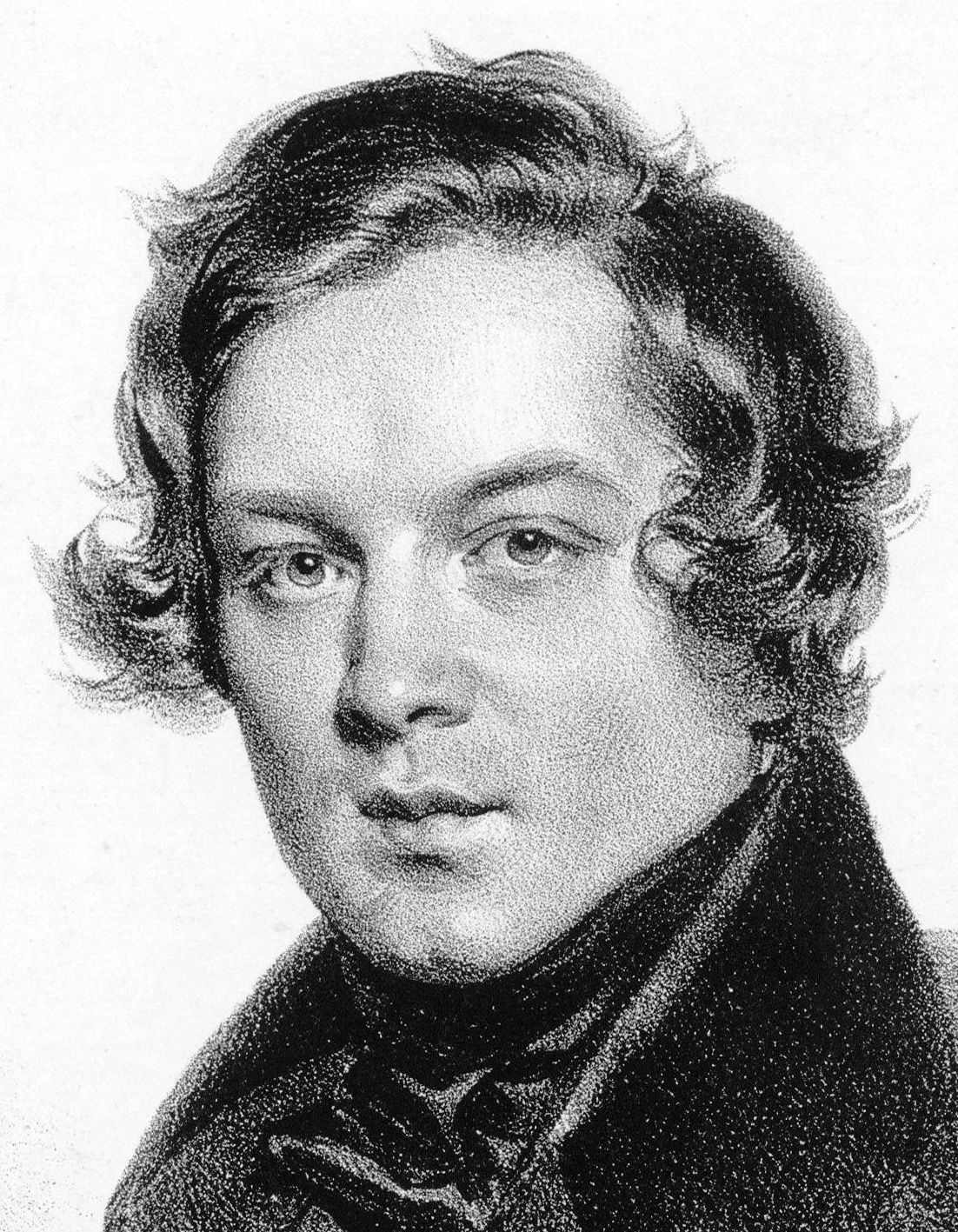
Robert Schumann en 1839.

La Toccata en do mayor, Op. 7 es una pieza para piano solo escrita por Robert Schumann en 1836. La obra está dedicada a Ludwig Schuncke.

## Historia
Es una obra temprana para piano, extremadamente virtuosa y de un solo movimiento, cuya primera versión fue escrita en Heidelberg en el invierno de 1829-30. Está relacionado con los estudios de piano de Schumann como preparación para la profesión a la que aspiraba de concertista de piano. Tras una profunda revisión, el compositor publicó la pieza en 1834 como opus 7 en Leipzig. El título original era Etude fantastique en double-sons (Estudio fantástico en notas dobles). Cuando la obra fue terminada, Schumann creía que era «la pieza más difícil que jamás se hubiera escrito.» A día de hoy sigue siendo "una de las piezas más ferozmente difíciles del repertorio pianístico".
Schumann dedicó la obra a su amigo Ludwig Schuncke, quien para sorpresa de Schumann fue capaz de tocarla tras escucharla varias veces sin haberla practicado. Schuncke le había dedicado su Grande Sonata en sol menor, Op. 3. Está parcialmente basada en la Toccata en do mayor, Op. 92 de Carl Czerny, que Clara Schumann pasó gran parte de su juventud practicando.
El estreno público se celebró el 11 de septiembre de 1834 en Leipzig en la interpretación a cargo de Clara Wieck, futura esposa de Schumann. Hoy en día esta obra forma parte del repertorio de muchos pianistas de renombre.

## Análisis
La obra consta de un solo movimiento. Una interpretación típica de esta pieza dura alrededor de seis minutos.
Se trata de un tour de force de movimiento perpetuo que requiere pianistas con excepcionales habilidades de digitación. La pieza está concebida siguiendo la forma sonata-allegro. Unos audaces acordes anuncian el tema principal, que requiere un continuo movimiento de balanceo de ambas manos incluso mientras cae en cascada sobre el teclado. Este es el tipo de pasaje con el que Schumann probablemente arruinó sus manos intentando dominarlo. El segundo tema ofrece poco alivio al pianista, y el desarrollo, con sus octavas al unísono, aún menos. Finalmente, la pieza se desvanece, como por agotamiento. A pesar de todos sus fuegos artificiales, la Toccata nunca pierde el delicioso espíritu del compositor en sus momentos más juguetones, la cualidad que eleva la obra más allá del ámbito de la mera exhibición técnica.